# IC 4173
IC 4173 је елиптична галаксија у сазвјежђу Дјевица која се налази на листи објеката дубоког неба у Индекс каталогу.
Деклинација објекта је - 11° 30' 18" а ректасцензија 13h 3m 54,5s. Привидна величина (магнитуда) објекта IC 4173 износи 14,2 а фотографска магнитуда 15,2. IC 4173 је још познат и под ознакама NGC 4933B, MCG -2-33-101, ARP 176, PGC 45142.